# Korvett

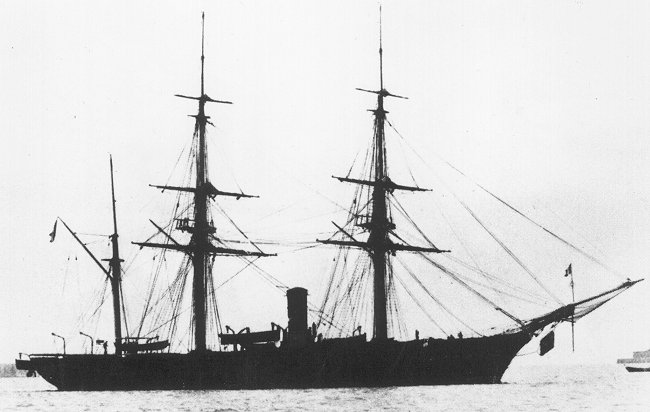
Francia gőzös korvett 1861-ben: FS Dupleix (1856-1887)

A korvett (angolul corvette) mint hadihajó-típus fogalma az idők folyamán többféle hajót is takart. Eredetileg a 18. és 19. századbeli, teljes vitorlázatú, de a sorhajónál  és fregattnál kisebb, V. és VI. osztályú hadihajókat nevezték így. A fregattól abban különböztek, hogy egyetlen ágyúsorukat nem zárt ütegsorban, hanem a nyitott fedélzetükön hordozták. Vízkiszorításuk 200–400 t körüli volt, fegyverzetük 10–30 ágyúból állt. Alaprendeltetésük a fregattokéhoz hasonló volt, elsősorban konvoj-kísérésre, felderítésre, megfigyelésre, kapcsolattartásra és a kalózok elleni küzdelemre használták. Angol nyelvterületen a „sloop of war” elnevezést használták a korvett helyett, ezért gyakran keverik össze, az egyárbócos hosszvitorlázatú sloop-pal, ami egy kis parti hajó volt. A géphajózás létrejöttével egy ideig vegyes, gőz és vitorla meghajtással működtek, ekkor a vízkiszorításuk már 1500 t körül volt, majd a tüzérség fejlődésével helyüket a rombolók vették át.
A korvettek a 20. században jelentek meg ismét, a második világháború kitörése előtt. Nagy-Britannia számított arra, hogy a közelgő háború során a németek jelentős tengeralattjáró flottájukkal ismét állandó támadásokat fognak intézni a brit konvojok ellen. A rombolóik száma azonban nem volt elegendő az állandó kíséretre. Ekkor született meg új – a rombolónál kisebb – kísérőhajó-osztályként a fregatt és a korvett. Ezek a korvettek 900–1100 t kiszorításúak voltak, és 16–18 csomós sebességgel tudtak haladni. 2–6 db 10,2 cm-es ágyúval, továbbá tengeralattjáró elleni fegyverzettel voltak felszerelve. A háború folyamán az angolok több mint 300 korvettet építettek.

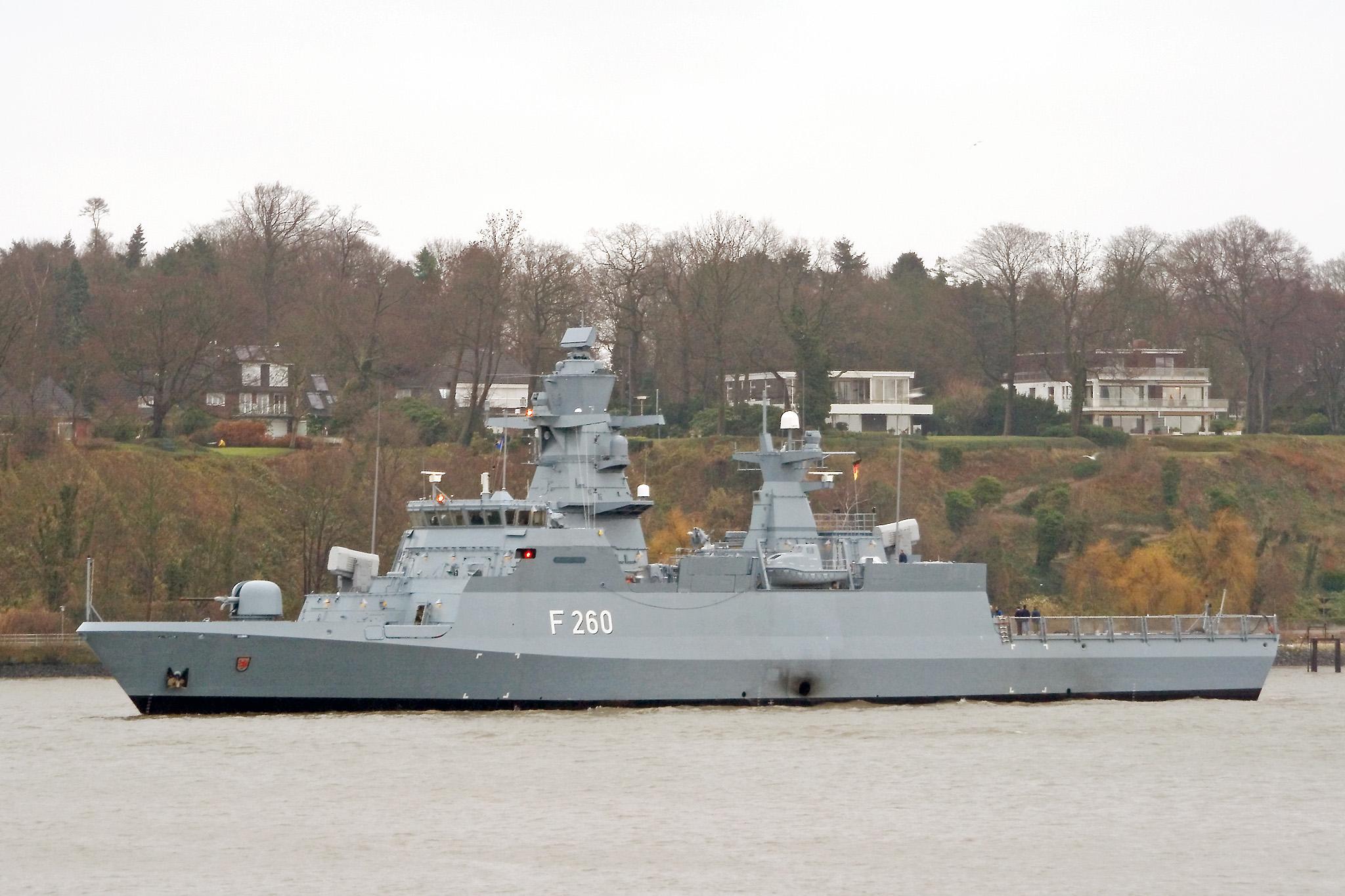
Braunschweig osztályú korvett: a német haditengerészet Braunschweig (F 260) hajója

A 20. század végén, a 21. elején a korvettek 500–1500 tonnás, 20–22 csomós sebességre képes, régebbi építésű partvédő vagy konvojkísérő hajók, főleg csöves tüzérséggel felszerelve. Az 1970-es évektől több ország 600–1000 tonnás, tengeralattjáró elleni, illetve légvédelmi feladatokra specializálódott korvetteket gyárt. Ezek már főleg rakétafegyverzettel, illetve modern, radarvezérlésű gépágyúkkal vannak ellátva. A svéd haditengerészet számára fejlesztették ki a Visby osztályú, lopakodó technológiát alkalmazó korvettet, amelynek első példányát 2000-ben helyezték üzembe, és 2005-ig összesen 4 darab készült el belőle.

## Kapcsolódó szócikk
- Flower osztályú korvett